# Tropiska stormen Gabrielle

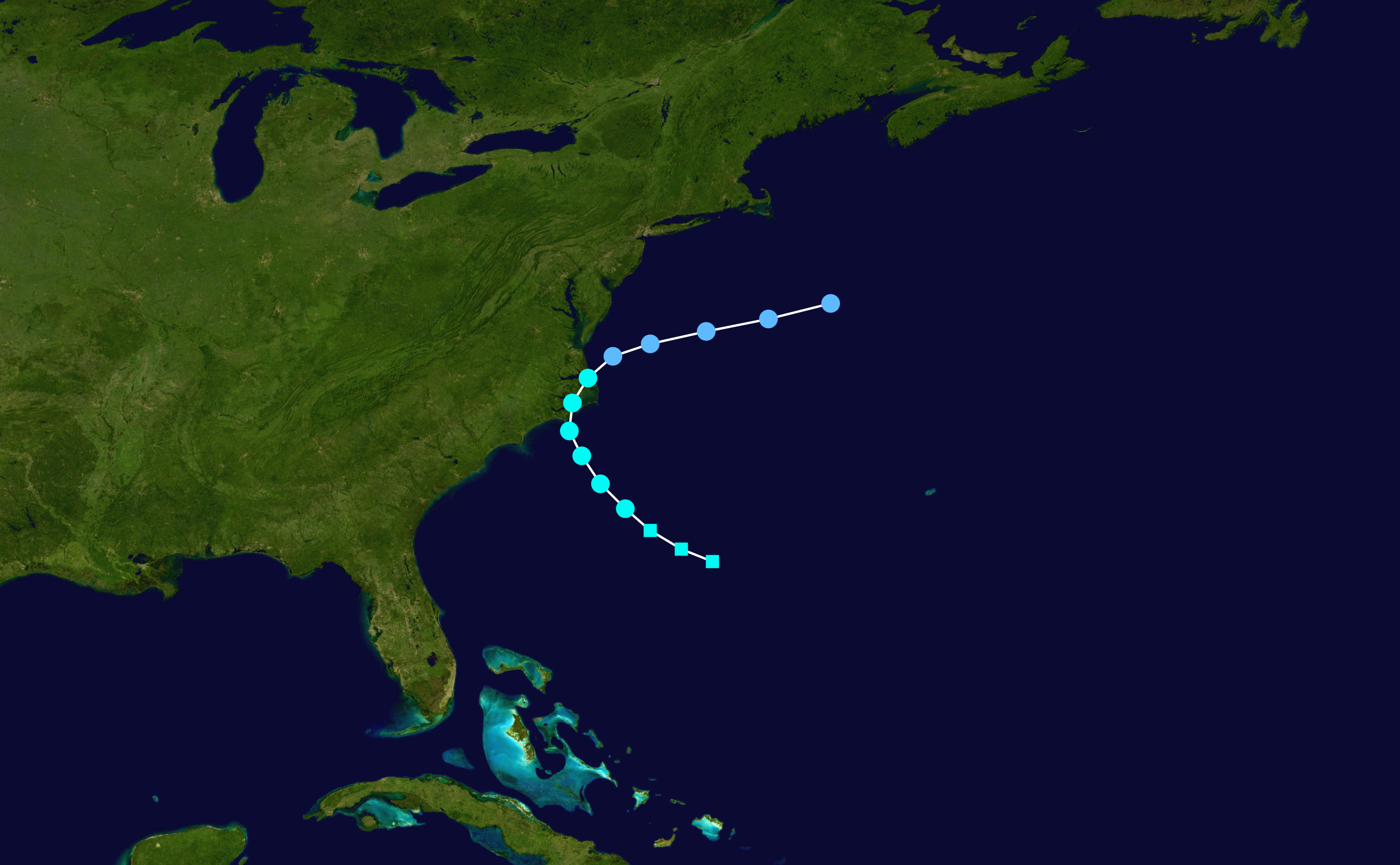
Gabrielles bana

Den tropiska stormen Gabrielle är den sjunde namngivna stormen och den andra subtropiska stormen i den atlantiska orkansäsongen 2007. Gabrielle bildades ur ett extratropiskt lågtryck den 7 september sydöst som Carolinas kust. Gabrielle befinner sig för närvarande i västra Atlanten, efter att den gått in över land vid Outer Banks, North Carolina, den 9 september.